# Real Academia Sueca de las Artes

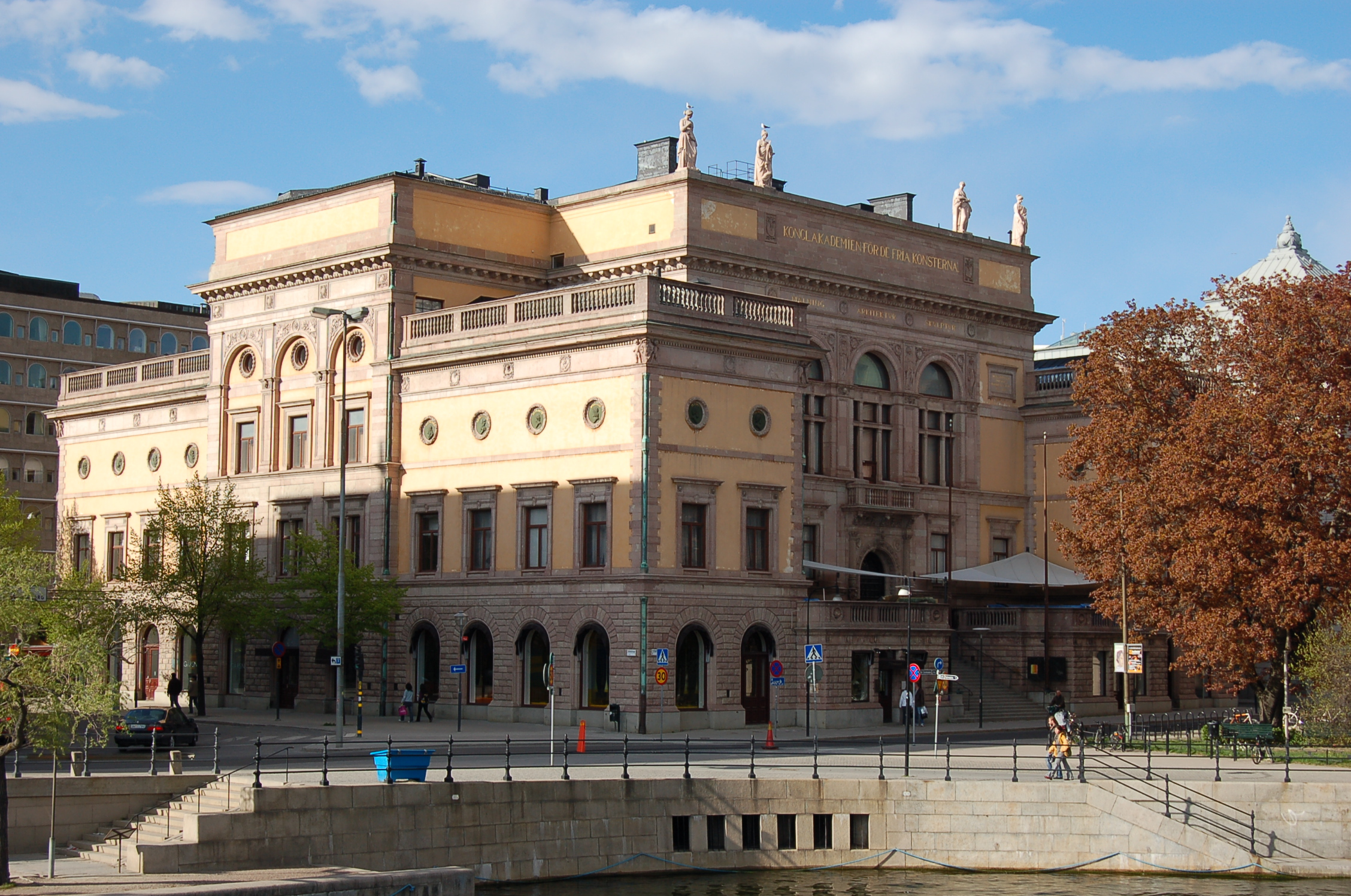
Real Academia Sueca de las Artes

La  Real Academia Sueca de las Artes  (en sueco, Kungl. Akademien för de fria konsterna) es una de las academias reales de Suecia fundada en 1773 por Gustavo III de Suecia. Su sede está en Estocolmo y es una organización independiente cuyo objetivo es promover la pintura, la escultura, la arquitectura y otras artes visuales.
La Escuela Real de Bellas Artes de Estocolmo, otrora parte de esta academia, la regenta el Ministerio de Educación desde 1978. 